# Ашбърн
Ашбърн (на английски: Ashburn) е селище в окръг Лаудън, Вирджиния, Съединени американски щати. Намира се на 45 km северозападно от град Вашингтон. Населението му е 43 511 души (2010 г.).
Ашбърн играе ключова роля в американския интернет трафик, тъй като тук са разположени много центрове за данни.
В Ашбърн умира певецът Уилсън Пикет (1941 – 2006).